# Under the Red Robe (1937)
Under the Red Robe is een Brits-Amerikaanse avonturenfilm uit 1937 onder regie van Victor Sjöström. Destijds werd de film uitgebracht onder de titel De purperen mantel.

## Verhaal
Kardinaal Richelieu zal het leven sparen van de ter dood veroordeelde zwaardvechter Gil de Berault, mits hij de leider van de hugenoten gevangen kan nemen. Hij reist naar diens kasteel en verblijft er als gast, maar de familie vermoedt al spoedig dat hij niet te vertrouwen is. Gil wordt bovendien verliefd op de zus van de leider.

## Rolverdeling
| Acteur           | Personage           |
| ---------------- | ------------------- |
| Conrad Veidt     | Gil de Berault      |
| Annabella        | Marguerite van Fiox |
| Raymond Massey   | Kardinaal Richelieu |
| Romney Brent     | Marius              |
| Sophie Stewart   | Elise van Fiox      |
| Wyndham Goldie   | Edmond van Fiox     |
| Lawrence Grant   | Vader Joseph        |
| Balliol Holloway | Clon                |
| Shale Gardner    | Louis               |
| Frank Damer      | Pierre              |
| James Regan      | Jean                |
| Edie Martin      | Maria               |
| Haddon Mason     | Graaf Rossignac     |
| J. Fisher White  | Baron Breteuil      |
| Graham Soutten   | Leval               |